# Danh sách vị quân chủ đương nhiệm trên thế giới
- Ví dụ về quân chủ chuyên chế (hàng trên):
  - Hassanal Bolkiah, Sultan của Brunei
  - Salman, Vua của Ả Rập Xê Út
  - Giáo hoàng Phanxicô
- Ví dụ về quân chủ lập hiến (hàng giữa):
  - Hans-Adam II, Vương công của Liechtenstein
  - Mohammed VI, Vua của Maroc
  - Tamim bin Hamad Al Thani, Emir của Qatar
- Ví dụ về quân chủ nghi lễ (hàng dưới):
  - Charles III, Quốc vương của Vương quốc Anh và các Vương quốc Thịnh vượng chung khác
  - Naruhito, Thiên hoàng của Nhật Bản
  - Henri, Đại công tước của Luxembourg

Một vị quân chủ là người đứng đầu của một quốc gia theo thể chế quân chủ.
Các vị quân chủ có sự phân biệt bởi danh hiệu và phong cách, mà trong trường hợp nhất được xác định theo truyền thống, và được đảm bảo dưới hiến pháp của quốc gia. Một loạt các danh hiệu được dùng cho các vị quân chủ, ví dụ như, "quốc vương" và "nữ vương", "hoàng tử" và "công chúa", "hoàng đế" và "nữ hoàng".

## Quân chủ theo quốc gia
| Danh hiệu             | Quân chủ (Sinh năm)                         | Quân chủ (Sinh năm) | Lãnh thổ | Bắt đầu              | Thời gian        | Triều đại            | Hình thức           | Kế vị                                                       | Ct.           |
| --------------------- | ------------------------------------------- | ------------------- | --- | -------------------- | ---------------- | -------------------- | ------------------- | ----------------------------------------------------------- | ------------- |
| Thân vương            | Joan Enric Vives i Sicília (s. 1949)        |                     | Andorra | 12 tháng 5 năm 2003  | 21 năm, 316 ngày | —                    | Lập hiến            | Chủ quyền chính thức                                        | [ 1 ] [ 2 ]   |
| Thân vương            | Emmanuel Macron (s. 1977)                   |                     | Andorra | 14 tháng 5 năm 2017  | 7 năm, 314 ngày  | —                    | Lập hiến            | Chủ quyền chính thức                                        | [ 1 ] [ 2 ]   |
| Quốc vương            | Charles III (s. 1948)                       |                     | Antigua và Barbuda · Bahamas · Belize · Canada · Grenada · Jamaica · New Zealand · Papua New Guinea · Quần đảo Solomon · Saint Kitts và Nevis · Saint Lucia · Saint Vincent và Grenadines · Tuvalu · Úc · Vương quốc Anh | 8 tháng 9 năm 2022   | 2 năm, 197 ngày  | Windsor              | Lập hiến            | William, Thân vương xứ Wales                                | [ 3 ] [ 4 ]   |
| Quốc vương            | Hamad bin Isa Al Khalifa (s. 1950)          |                     | Bahrain | 6 tháng 3 năm 1999   | 26 năm, 18 ngày  | Al Khalifa           | Pha trộn            | Salman, Thái tử Bahrain                                     | [ 5 ]         |
| Quốc vương            | Philippe (s. 1960)                          |                     | Bỉ | 21 tháng 7 năm 2013  | 11 năm, 246 ngày | Saxe-Coburg và Gotha | Lập hiến            | Élisabeth của Bỉ                                            | [ 10 ]        |
| Druk Gyalpo           | Jigme Khesar Namgyel Wangchuck (s. 1980)    |                     | Bhutan | 14 tháng 12 năm 2006 | 18 năm, 99 ngày  | Wangchuck            | Lập hiến            | Jigme Namgyel                                               | [ 12 ]        |
| Sultan                | Hassanal Bolkiah (s. 1946)                  |                     | Brunei | 5 tháng 10 năm 1967  | 57 năm, 171 ngày | Bolkiah              | Chuyên chế          | Al-Muhtadee Billah                                          | [ 13 ]        |
| Vua                   | Norodom Sihamoni (s. 1953)                  |                     | Campuchia | 14 tháng 10 năm 2004 | 20 năm, 161 ngày | Norodom              | Lập hiến            | Nối ngôi và bầu chọn                                        | [ 15 ]        |
| Quốc vương            | Frederik X (s. 1968)                        |                     | Đan Mạch | 14 tháng 1 năm 2024  | 1 năm, 69 ngày   | Glücksburg           | Lập hiến            | Christian, Thái tử Đan Mạch                                 | [ 19 ]        |
| Ngwenyama             | Mswati III (s. 1968)                        |                     | Eswatini | 25 tháng 4 năm 1986  | 38 năm, 333 ngày | Dlamini              | Chuyên chế          | Nối ngôi và bầu chọn                                        | [ 22 ]        |
| Thiên hoàng           | Naruhito (s. 1960)                          |                     | Nhật Bản | 1 tháng 5 năm 2019   | 5 năm, 327 ngày  | Yamato               | Lập hiến            | Fumihito, Hoàng tử Akishino                                 | [ 28 ]        |
| Vua                   | Abdullah II (s. 1962)                       |                     | Jordan | 7 tháng 2 năm 1999   | 26 năm, 45 ngày  | Hāshim               | Lập hiến            | Nối ngôi và bầu chọn (có lẽ là Hussein, Thái tử của Jordan) | [ 31 ] [ 32 ] |
| Emir                  | Mishal Al-Ahmad Al-Jaber Al-Sabah (s. 1940) |                     | Kuwait | 16 tháng 12 năm 2023 | 1 năm, 98 ngày   | Al Sabah             | Lập hiến            | Nối ngôi và bầu chọn                                        | [ 36 ]        |
| Vua                   | Letsie III (s. 1963)                        |                     | Lesotho | 7 tháng 2 năm 1996   | 29 năm, 45 ngày  | Moshesh              | Lập hiến            | Lerotholi Seeiso                                            |               |
| Thân vương            | Hans-Adam II (s. 1945)                      |                     | Liechtenstein | 13 tháng 11 năm 1989 | 35 năm, 131 ngày | Liechtenstein        | Lập hiến            | Thái tử Nối ngôi Alois (hiện tại là Nhiếp chính vương)      | [ 38 ]        |
| Đại công tước         | Henri (s. 1955)                             |                     | Luxembourg | 7 tháng 10 năm 2000  | 24 năm, 168 ngày | Luxembourg-Nassau    | Lập hiến            | Guillaume của Luxembourg                                    | [ 40 ]        |
| Yang di-Pertuan Agong | Ibrahim Iskandar (s. 1958)                  |                     | Malaysia | 31 tháng 1 năm 2024  | 1 năm, 52 ngày   | Temenggong           | Nghi lễ & Liên bang | Bầu cử                                                      | [ 45 ]        |
| Quốc vương            | Albert II (s. 1958)                         |                     | Monaco | 6 tháng 4 năm 2005   | 19 năm, 352 ngày | Grimaldi             | Lập hiến            | Jacques, Nối ngôi Thái tử Monaco                            | [ 49 ]        |
| Vua                   | Mohammed VI (s. 1963)                       |                     | Morocco | 23 tháng 7 năm 1999  | 25 năm, 244 ngày | Alawi                | Lập hiến            | Moulay Hassan, Thái tử của Morocco                          | [ 51 ]        |
| Vua                   | Willem-Alexander (s. 1967)                  |                     | Hà Lan | 30 tháng 4 năm 2013  | 11 năm, 328 ngày | Orange-Nassau        | Lập hiến            | Catharina-Amalia của Hà Lan                                 | [ 54 ]        |
| Vua                   | Harald V (s. 1937)                          |                     | Na Uy | 17 tháng 1 năm 1991  | 34 năm, 66 ngày  | Glücksburg           | Lập hiến            | Haakon Magnus của Na Uy                                     |               |
| Sultan                | Haitham bin Tariq (s. 1954)                 |                     | Oman | 11 tháng 1 năm 2020  | 5 năm, 72 ngày   | Al Said              | Chuyên chế          | Nối ngôi (có lẽ là Theyazin bin Haitham)                    | [ 56 ] [ 57 ] |
| Emir                  | Tamim bin Hamad Al Thani (s. 1980)          |                     | Qatar | 25 tháng 6 năm 2013  | 11 năm, 272 ngày | Al Thani             | Pha trộn            | Abdullah bin Hamad                                          | [ 59 ]        |
| Vua                   | Salman (s. 1935)                            |                     | Ả Rập Xê Út | 23 tháng 1 năm 2015  | 10 năm, 60 ngày  | Al Saud              | Chuyên chế          | Mohammad bin Salman                                         | [ 61 ]        |
| Vua                   | Felipe VI (s. 1968)                         |                     | Tây Ban Nha | 19 tháng 6 năm 2014  | 10 năm, 278 ngày | Borbón               | Lập hiến            | Leonor, Nữ thân vương xứ Asturias                           | [ 62 ]        |
| Vua                   | Carl XVI Gustaf (s. 1946)                   |                     | Thụy Điển | 15 tháng 9 năm 1973  | 51 năm, 190 ngày | Bernadotte           | Lập hiến            | Victoria, Thái nữ Thụy Điển                                 | [ 64 ]        |
| Vua                   | Vajiralongkorn (s. 1952)                    |                     | Thái Lan | 13 tháng 10 năm 2016 | 8 năm, 162 ngày  | Chakri               | Lập hiến            | Dipangkorn Rasmijoti (Người thừa kế giả định)               |               |
| Vua                   | Tupou VI (s. 1959)                          |                     | Tonga | 18 tháng 3 năm 2012  | 13 năm, 6 ngày   | Tupou                | Lập hiến            | Tupoutoʻa ʻUlukalala                                        | [ 69 ]        |
| Tổng thống            | Mohamed bin Zayed Al Nahyan (s. 1961)       |                     | Các Tiểu vương quốc Ả Rập Thống nhất | 14 tháng 5 năm 2022  | 2 năm, 314 ngày  | Al Nahyan            | Pha trộn            | Bầu chọn và nối ngôi                                        | [ 73 ]        |
| Giáo hoàng            | Phanxicô (s. 1936)                          |                     | Thành Vatican | 13 tháng 3 năm 2013  | 12 năm, 11 ngày  | N/A                  | Chuyên chế          | Bầu chọn                                                    | [ 74 ]        |